# Duché de Mayenne

La France en 1477.

La baronnie de Mayenne, devenu ensuite marquisat de Mayenne, puis duché de Mayenne, a été créé relativement tardivement.

## Historique

### Baronnie
La baronnie comprenait à l'origine les châtellenies d'Ernée, de Pontmain, de Gorron, Ambrières, Lassay et Villaines-la-Juhel. Les quatre dernières se trouvèrent distraites par suite de partages, et le domaine ne comprit plus que Mayenne, Ernée et Pontmain.

### Marquisat
La baronnie est érigée en marquisat au profit de Claude de Lorraine, par lettres patentes de François Ier du mois de septembre 1544, enregistré le 7 septembre 1546. Il se composait de la réunion des terres, seigneuries et baronnies de  Mayenne, Sablé et de la Ferté-Bernard, ainsi que des châtelleries d'Ernée et du Pontmain. Les lettres accordaient que le marquisat ne relèverait qu'à une seule foi et hommage, et que les appels de la justice seigneuriale de Mayenne seraient portés directement au Parlement de Paris. Les Présidiaux d'Anjou et du Maine voulurent connaîtres des causes des habitants du marquisat, malgré les lettres patentes de 1544, mais ils  en eurent le droit d'après l'Edit de 1551, mais Henri IV confirma plus tard le privilège du Marquisat de Mayenne de ressort direct au Parlement de Paris.

### Duché
Charles IX fait du marquisat un duché-pairie par son ordonnance du mois de septembre 1573, enregistrée le 24 du même mois, et reconnue par Henri IV le 8 mai 1597. La baronnie de la Ferté-Bernard étant éloignée de Mayenne, des lettres patentes règlèrent que les justiciables, au lieu de se rendre en appel à Mayenne, ressortiraient directement au Parlement de Paris. Plus tard, les appels de la Ferté, pour les causes présidiales furent portées au Mans.
Charles IX avait accordé à Charles de Lorraine, marquis de Mayenne de partir et diviser ci-après ce duché entre ses successeurs et héritiers, et autres, tou ainsi par la forme et la manière que si les dites baronnies et châtellenies n'eussent été mises en un même corps et érigées en marquisat et en pariei et duché. Le duché restait à ne relever qu'à une seule foi et hommage, et que le ressort direct Parlement de Paris était maintenu.
En 1589, par lettres-patentes du 24 juin, vérifiées au Parlement, séant à Tours le 5 juillet suivant, Henri IV ordonna la translation des justices et juridictions de Mayenne et de Sablé en la ville de Sainte-Suzanne et donna attribution de juridiction au siège présidial du Mans qui y fut transféré.
Une déclaration du roi le 8 mars 1597 garda les officiers du duché de Mayenne es-honneurs, droits et privilèges dont ils jouissaient avant les troubles (Ligue) avec révocation des lettres contraires.
Les baronnies de Sablé et de la Ferté-Bernard furent détachées du Duché de Mayenne.
Charles de Gonzague obtint un arrêt du Parlement le 9 juillet 1622 qui le maintenait et gardait en possession du duché pairie de Mayenne, droit ressort et juridiction, selon que ces prédécesseurs ducs en avaient joui, et usé, et possédé.
Au mois de mai 1654, le cardinal Mazarin acquit le duché et confia à Jean-Baptiste Colbert, son intendant, sa gestion.

## Mouvances féodales
Angrumière (L'), Aron (La Motte d'), Augeard, Baladé, Barres (Les), Bas-Mont, Baudais, Bazoche (La Grande-), Belinière (La), Beublière (La), Bilheudière (La), Blanchardière (La), Bois-au-Parc (Le), Bois-Demont (Le), Bourgneuf (Le), Buleu, Censive (La), Chabossaie (La) ou la Haie-Trossard, Chagouinière (La), Chardon, Châteauneuf, Chaumine, Chauvellerie (La), Chauvinière (La), Cohardon, Contest, Contilly, Coudray (Le), Coulonges, Courceriers, Courcité, Cour-des-Oyères (La), Danvollière (La), Devison, Écluse (L'), Escotais (Les), Éveillardière (L') ou Vivain, Ferré, Fourinondière (La), Fresnay, Froullay, Gastine de Courceriers (La), Gauberdière (La), Gesvres, Gougeonnière (La), Guillemaux, Haltière (La Grande-), Hamar, Hermetz, Hermitage (L'), Ile-du-Gast (L'), Jamins (Les), Juardières (Les), Juvardière (La), Landepoutre, Layeul (Le), Ligottaie (La), Loges (Les), Loré, Marcherue, Marie (La), Marigny, Meigné, Montceaux, Montesson, Montgiroux, Montgriveu, Montourtier, Poôté (La), Mortelon, Motte-Crehen (La), Motte-Boudier (La), Mouetiez (Le Bas-), Ollon, Orthe, Parc-d'Avaugour (Le), Passouer (Le), Pellerine (La), Pescoux, Picanes (Les), Pillière (La), Plessis-de-Contest (Le), Plessis-sur-Colmont (Le), Poillé, Rouairie (La), Rouesson, Rouvray, Saint-Victor (Féages de), Sauvelière (La), Surgon, Tessé, Torbechet, Touche-Matignon (La), Tricotterie (La), Trotterie (La), Val (Le), Vaujuas, Vautorte (La Cour de), Vaux, Vieuvy, Ville-Limoudin (La), Villette (La).

### Baronnie d'Ambrières
Argancé, Baugé, Bazeille (La Cour-de-), Belinière (La), Béraudière (La), Cimetière (Le), Corbellière (La), Courbadon, Favières, Fenouillère (La), Froullay, Gaucherie (La), Haie (La), Houssemagne, Hussonnière (La), Lignères, Loutière (La), Ménage, Millières, Motte-Belin (La), Moussay, Pallu (La), Rivière (La), Tertre (Le), Tessé, Torcé, Valette (La), Vauboureau, Villefeu.

### Marquisat du Plessis-Châtillon
Crapon, Écluse (L'), Gauberdière (La), Ile-de-Brécé (L'), Montguerré, Nancé, Ponnière (La).

### Baronnie de Sillé[en partie]
Beschère (La), Chelé, Orthe, Remmes, Villiers, Vivoin.

### Seigneurie deCharné
Achois, Boisardière (La), Bois-Louvre ( Le), Boissière (La), Bouessé (Le), Bretonnière (La), Brimonnière (La), Champlain, Chesne (Le), Domaine (Le), Épine (L'), Fougerolles, Haut-Bois (Le), Hermillon, Houllerie (La), Lambarré (Le Petit-), Livray, Mangeardière (La), Marolles [en partie], Mébertin, Montflaux, Motte-Boudier (La), Pannard, Raizeux, Rongère (La), Roussière (La), Séguelières (Les), Torambert, Torchanon, Tremblay (Le), Villeneuve.

### Châtellenie deCouptrain
Bitouzière (La), Coulfru, Courbais, Fresnaie (La), Hurelière(La), Lamboux, Serez.

### Châtellenie d'Ernée
Aubert, Aunay (L'), Averton, Barillière (La), Barils, Bilardière (La), Blanchardière (La), Bois-Béranger (Le), Bois-Guyot (Le), Boulonnay (Le), Bourdes, Bruère (La), Buchardière (L'), Censive (La), Châtelets (Les), Châtenay-Beuve, Châtenay-Cornesse, Chauvière (La Haute-), Cicorie (La), Clerberie (La), Corbon, Couhouroux, Courteilles, Daviet, Devison, Désert (Le), Dinaie (La), Épinay (L'), Fesselle (La), Fontenailles, Forboué, Forêt-le-Guillaume (La), Forge-de-la-Caillère (La), Fossavy, Fresnay, Gastines, Guereterie (La), Hamelinaie (La), Lice (La), Marolles, Massonnaie (La), Méhubert, Ménil-Barré (Le), Montguerré, Motte-Boudier (La), Raizeux, Salle (La Haute-), Salles (Les), Touche-Matignon (La), Touches (Les), Tranchée (La), Vezins, Villiers (Launay).

### Châtellenie de la Feuillée
Abathan, Juvardière (La), Montigny, Motte-Serrant (La), Orenge, Pihorais (La), Plessis (Le).

### Châtellenie de Juvignéet deSaint-Ouen
Bourgeonnière (La), Bressinière(La), Chamboz, Cormier (Le), Cour (La), Cour-Boré (La), Cour-Perraut (La), Courteille, Croix-aux-Vanneurs (La), Crué, Deffais-Robinard (Les) [partie], Fauvellière (La), Feux-Villaine(Les), Henrière (La), Ménil-Barré (Le), Motte-de-Juvigné (La), Nuillé-sur-Vicoin [partie], Painchaud, Plessis-Milcent (Le), Poterie (La), Réaulumière (La), Rousseraie (La).

### Châtellenie deLignières, Resné etSaint-Calais.
Aunay-Lioust (L'), Chauvinière (La), Cordouin, Magny alias Bellanger-de-Haux, Monthéard, Revellière(La).

### Châtellenie de Pontmain
Angottière (L'), Antiquelières (Les), Astillé, Baconnière (La), Bailleul, Belinière (La), Biardière (La), Buron (Le), Chaise (La), Chancellerie (La), Cour-Boivin (La), Forge (La), Fresnais (Les), Gué (Le), Hémenard, Lac (Le), Lande-de-Champs (La), Lande-Foucher (La), Landivy et Mausson, Lévaré, Mordanterie (La), Orcisse, Pairas (La), Parc-de-Goué (Le), Pont-Aubrée (Le), Provotière (La), Tuffeu, Vairie (La).

### Châtellenie de laPooté
Bellière (La), Cour-Calain (La), Coutard, Lozé.

### Châtellenie dePré-en-Pail
Barre (La), Buats (Les), Chevrigny, Marais (Les), Peau-de-Loyère, Puits-Cochelin (Le), Remeneudière (La).

## Source
Dictionnaire topographique du département de la Mayenne,  Léon Maître
« Mayenne », dans Alphonse-Victor Angot et Ferdinand Gaugain, Dictionnaire historique, topographique et biographique de la Mayenne, Laval, A. Goupil, 1900-1910 [détail des éditions] (BNF 34106789, présentation en ligne)